# Ulrico Girardi
Ulrico Girardi (Cortina d'Ampezzo, 3 luglio 1930 – Cortina d'Ampezzo, 18 dicembre 1986) è stato un bobbista italiano, atleta ampezzano attivo negli anni cinquanta.

## Biografia
Praticò lo sport del bob fin da bambino. Entrò nella squadra del promettente pilota Eugenio Monti, vincendo ai Campionati italiani di bob la medaglia d'oro nel 1954 e il bronzo nel 1955.
Nel 1956 disputò le Olimpiadi di Cortina d'Ampezzo vincendo una medaglia d'argento nel bob a quattro assieme a Eugenio Monti, Renzo Alverà e Renato Mocellini.
Dopo le Olimpiadi il suo successo fu minore e non ottenne risultati significativi a livello internazionale.